# Lanostano
Lanostano o  4,4,14-trimetilcolestano es un compuesto químico con la fórmula C
30H
54.  Es un Hidrocarburo aromático policíclico, específicamente un triterpeno. Es un isómero de cucurbitano.
El nombre se aplica a dos estereoisómeros , que se distinguen por los prefijos 5α- y 5β-, que se diferencian por la configuración absoluta, del átomo de carbono (número 5 en el esquema estándar de numeración de esteroides).

5α-Lanostane
5β-Lanostane

La sustitución de un átomo de hidrógeno unido al carbono número 3 en el isómero 5α con un grupo hidroxilo resulta en lanosterol, precursor biogenético de los esteroides en animales.